# センチュリオン (戦列艦・2代)
|          | |
| 艦歴     | |
| 進水:    | 1732年 |
| その後:  | 1769年解体 |
| 性能諸元 | |
| クラス:  | 4等戦列艦 |
| 全長:    | 砲列甲板：144ft (44m)                                                                                                 |
| 全幅:    | 40ft 10in (12.4m) |
| 機関:    | 帆走（3本マストシップ）                                                                                               |
| 乗員:    | 400名 |
| 兵装:    | 60門： 上砲列：9ポンド（4kg）砲26門 下砲列：24ポンド（11kg）砲24門 後甲板：6ポンド（3kg）砲10門 ※1746年に50門艦に改装 |

センチュリオン (HMS Centurion)は1732年に進水したイギリス海軍の60門4等戦列艦。ジョージ・アンソンの世界周航に参加したことで知られている。

## 参加海戦
- 第一次フィニステレ岬の海戦